# Europska Formula 3
Europska Formula 3 je bilo automobilističko natjecanje koju je organizirala Međunarodna automobilistička federacija, i jedna od kategorija Formule 3. Prva sezona bila je održana 1975. godine, a posljednja sezona se održala 2018. nakon čega je FIA spojila Europsku Formulu 3 i GP3 prvenstvo u novoosnovano FIA Formula 3 prvenstvo. 

## Prvaci
| 1975.                                          | Larry Perkins      | Team Cowangie       |
| 1976.                                          | Riccardo Patrese   | Trivellato Racing   |
| 1977.                                          | Piercarlo Ghinzani | AFMP Euroracing     |
| 1978.                                          | Jan Lammers        | Racing Team Holland |
| 1979.                                          | Alain Prost        | Oreca               |
| 1980.                                          | Michele Alboreto   | Euroracing          |
| 1981.                                          | Mauro Baldi        | Euroracing          |
| 1982.                                          | Oscar Larrauri     | Euroracing          |
| 1983.                                          | Pierluigi Martini  | Pavesi Racing       |
| 1984.                                          | Ivan Capelli       | Enzo Coloni Racing  |
| Od 1985. do 2011. prvenstvo se nije održavalo. |                    |                     |
| 2012.                                          | Daniel Juncadella  | Prema Powerteam     |
| 2013.                                          | Raffaele Marciello | Prema Powerteam     |
| 2014.                                          | Esteban Ocon       | Prema Powerteam     |
| 2015.                                          | Felix Rosenqvist   | Prema Powerteam     |
| 2016.                                          | Lance Stroll       | Prema Powerteam     |
| 2017.                                          | Lando Norris       | Prema Powerteam     |
| 2018.                                          | Mick Schumacher    | Prema Powerteam     |

## Vanjske poveznice
- Službena stranica Europske Formule 3. (eng.)